# کی ساتو
کی ساتو (به ژاپنی: 佐藤 慶 Satō Kei) یک بازیگر و راوی ژاپنی بود. او در آیزو متولد شد. او برای کارهایش با ناگیسا اوشیما کارگردان موج نوی ژاپن و چندین فیلم با کانه‌تو شیندو نظیر اونی بابا و همچنین سریال پربیننده جنگجویان کوهستان در نقش گائوچیو شناخته می‌شود.